# Henriette Huber
Henriette Huber es una deportista húngara que compitió en piragüismo en la modalidad de aguas tranquilas. Ganó dos medallas de plata en el Campeonato Mundial de Piragüismo en los años 1989 y 1990.

## Palmarés internacional
| Campeonato Mundial | Campeonato Mundial | Campeonato Mundial | Campeonato Mundial |
| Año                | Lugar              | Medalla            | Evento             |
| ------------------ | ------------------ | ------------------ | ------------------ |
| 1989               | Plovdiv (Bulgaria) | Medalla de plata   | K4 500 m           |
| 1990               | Poznań (Polonia)   | Medalla de plata   | K4 500 m           |